# Jacobin (Commune de Paris)
Pour les articles homonymes, voir Jacobin.
Pendant la Commune de Paris, les jacobins sont un groupe d'hommes politiques républicains prônant l'organisation de la Commune sur le modèle centraliste de la période montagnarde de la Révolution de 1789. Ils révèrent particulièrement la figure de Robespierre.
Une grande partie d'entre eux a participé précédemment à la Révolution de 1848.
On compte parmi eux :
- Charles Delescluze
- Charles Ferdinand Gambon
- Félix Pyat.